# Wallace Shawn
Wallace Michael Shawn (sinh ngày 12 tháng 11 năm 1943) là một nam diễn viên điện ảnh, diễn viên lồng tiếng và nhà văn Mỹ. Ông được người ta biết đến nhiều nhất với diễn xuất của mình trong các phim bao gồm Wally Shawn trong My Dinner with Andre (1981), Vizzini trong The Princess Bride (1987) và vị thầy giáo Mr. Hall trong Clueless (1995). 
Về truyền hình, ông đóng vai Grand Nagus Zek trong Star Trek: Deep Space Nine.
Shawn nổi tiếng với giọng nói the thé cao và riêng biệt. Trong phim hoạt hình Toy Story, ông lồng tiếng cho Rex, một món đồ chơi không an toàn Tyrannosaurus Rex.
Shawn đã theo đuổi một sự nghiệp song song như một nhà viết kịch có công việc là thường xuyên đen tối, mang tính chính trị và gây tranh cãi.
Gần đây nhất, ông đóng vai chính là tiếng nói của Taotie trong Kung Fu Panda: Legends of Awesomeness.

## Tiểu sử
Shawn đã được sinh ra trong một gia đình nổi bật người Do Thái ở Thành phố New York, nơi ông tiếp tục cư trú. Ông là con trai của William Shawn, biên tập viên lâu năm của The New Yorker và nhà báo Cecille Shawn (nhũ danh Lyon); người anh em của ông, Allen, là một nhà soạn nhạc. Shawn đã học trường The Putney, một trường trung học tư nghệ thuật tự do ở Putney, Vermont và tốt nghiệp cử nhân lịch sử từ Harvard College. Ông học kinh tế và triết học ở Oxford, ban đầu có ý định trở thành một nhà ngoại giao, ông cũng đi đến Ấn Độ như làm giáo viên dạy Tiếng Anh giáo viên, theo một chương trình Fulbright. Kể từ năm 1979, Shawn chủ yếu làm diễn viên.